# 纤维马唐
纤维马唐（学名：Digitaria fibrosa），为禾本科马唐属下的一个植物变种。